# Ischyromene kokotahi
Ischyromene kokotahi är en kräftdjursart som beskrevs av Bruce 2006. Ischyromene kokotahi ingår i släktet Ischyromene och familjen klotkräftor. Inga underarter finns listade i Catalogue of Life.